# Tarentaise
Tarentaise, también nombrado como el Valle de Tarentaise aludiendo a su ubicación geográfica, es una de las antiguas provincias administrativas francesas anteriores al siglo XVIII, localizada en Saboya.

## Etimología
El nombre de la provincia de Tarentaise procede del antiguo nombre en latín de su centro político Darentasia (actual Moûtiers) sede de un obispado que se remonta al siglo V; la adaptación para designar a la provincia se remonta al siglo XI.

## Geografía
Corresponde a la zona alta del valle del Isère, de sus fuentes hasta las inmediaciones de Albertville, incluyendo los valles perpendiculares afluentes. El valle principal es de origen glacial, colindando al norte con el macizo de Beaufortain y el Mont Blanc, y al sur con el macizo montañoso de Vanoise.
Administrativamente, la Tarentaise corresponde actualmente a la mayor parte del distrito de Albertville, comprendiendo importantes ciudades como Moûtiers, Aime y Bourg-Saint-Maurice; conformaba también la totalidad del antiguo distrito de Moûtiers hasta que fue denogado por ley del 10 de septiembre de 1926.

## Historia
Los inicios de ocupación humana en la zona corresponden a los alóbroges, pueblos galos de origen celta. Posteriormente fue habitada por los ceutrones, pueblo galo que controlaba los puntos estratégicos de los Alpes. Conquistada por los romanos, establecieron la provincia de los Alpes Grées siendo la capital Axima (antiguo nombre en latín de Aime).
En el siglo V, San Jaime de Asiria se convierte en el primer obispo de Tarentaise, siendo su sucesor, Marcel, quien construye la catedral de la ciudad.
A partir del siglo IX, la diócesis de Moûtiers adjunta a Vienne se convierte en la sede de la provincia eclesiástica cuyo arzobispo tiene jurisdicción sobre los obispados de Aosta (actualmente en Italia) y Sion (actualmente en Suiza). En el posterior siglo, en el año 996, a los arzobispos de Moûtiers se les otorga también el título de condes.
Durante toda la Edad Media Tarentaise representa un lugar geoestratégico para la casa de Saboya y a la vez un punto intermedio de peregrinaje entre Vienne y Milán.

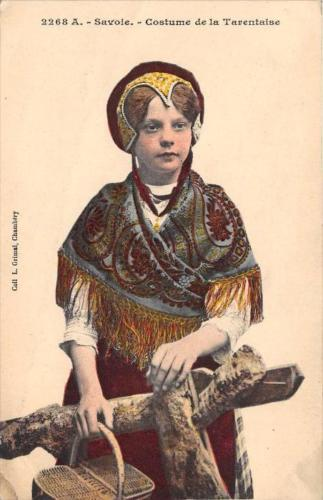
Traje tradicional del valle de Tarentaise
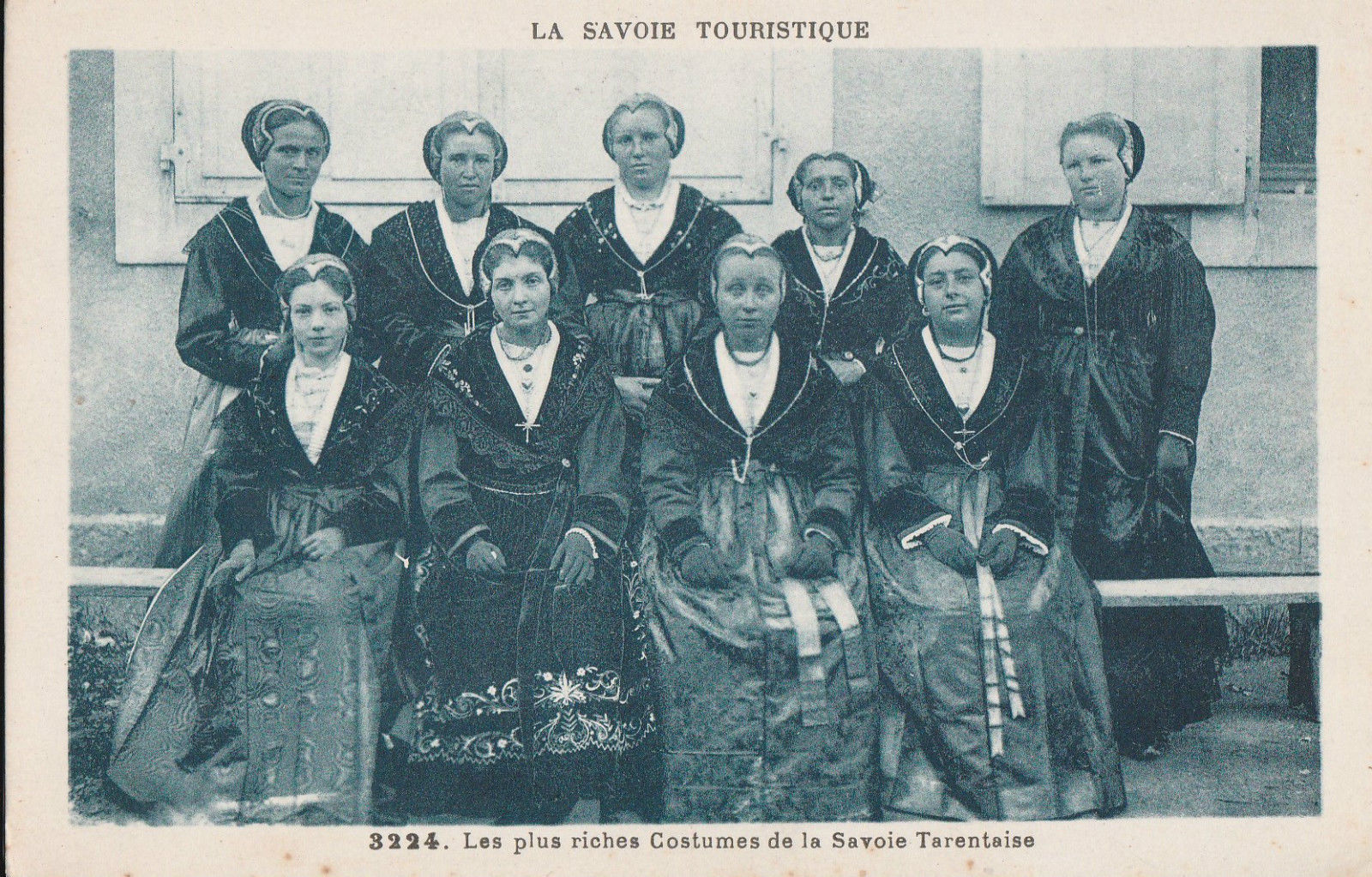
Traje tradicional del valle de Tarentaise (1920)
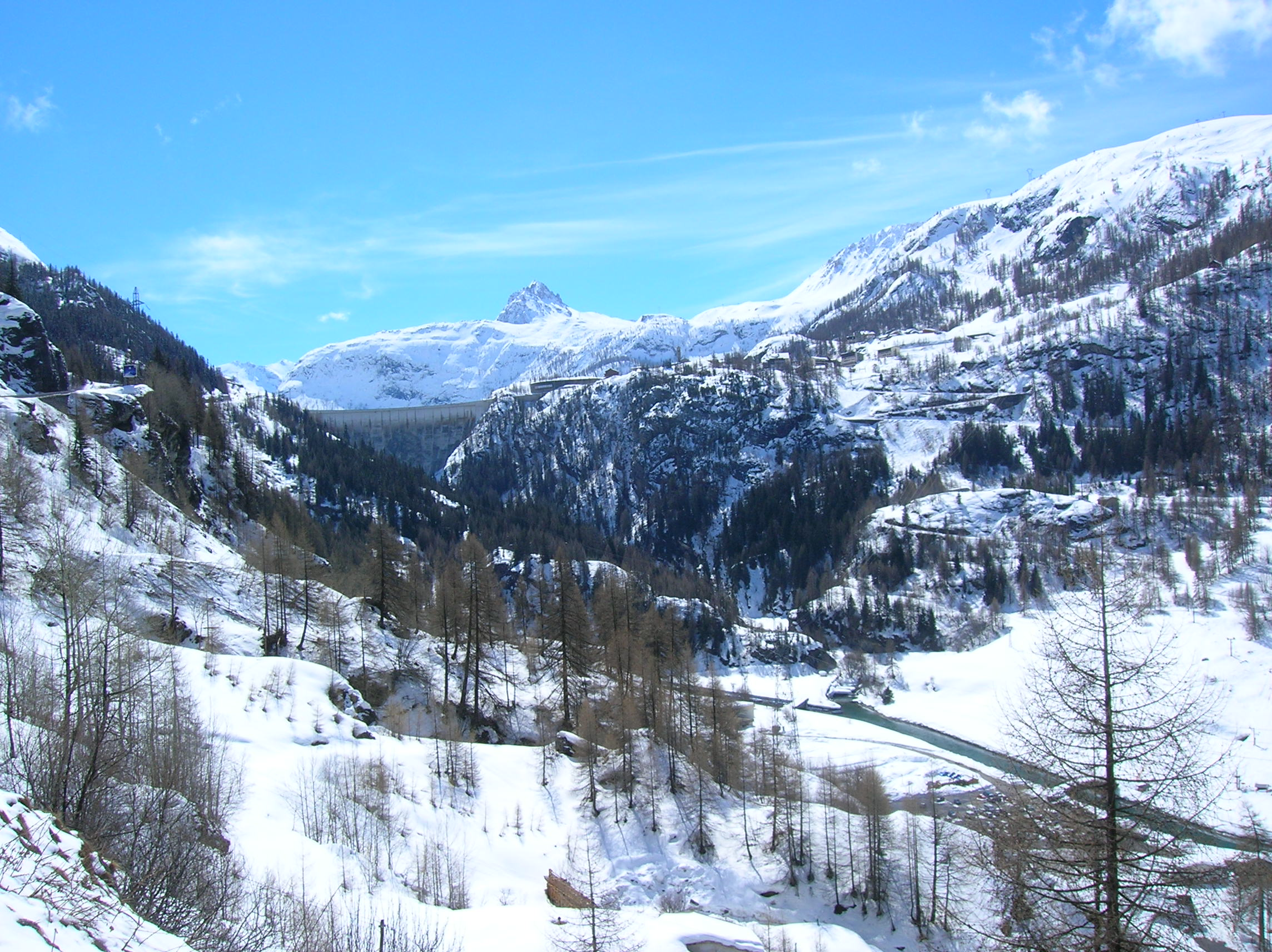
Tignes
Escudo de armas del Tarentaise

## Cultura y economía
El Tarentaise está clasificado como "País de arte e historia", en el que se encuentran numerosas iglesias barrocas.
Concentra en su territorio una de las más fuertes densidades mundiales de prestigiosas estaciones de esquí como Courchevel, Méribel, Val Thorens, Les Arcs, La Plagne o Tignes.
Otras actividades económicas de la zona son la agricultura, ganadería vacuna láctea, la industria de metales pesados, hidroelectricidad y las estaciones termales.